# Cycle mythologique

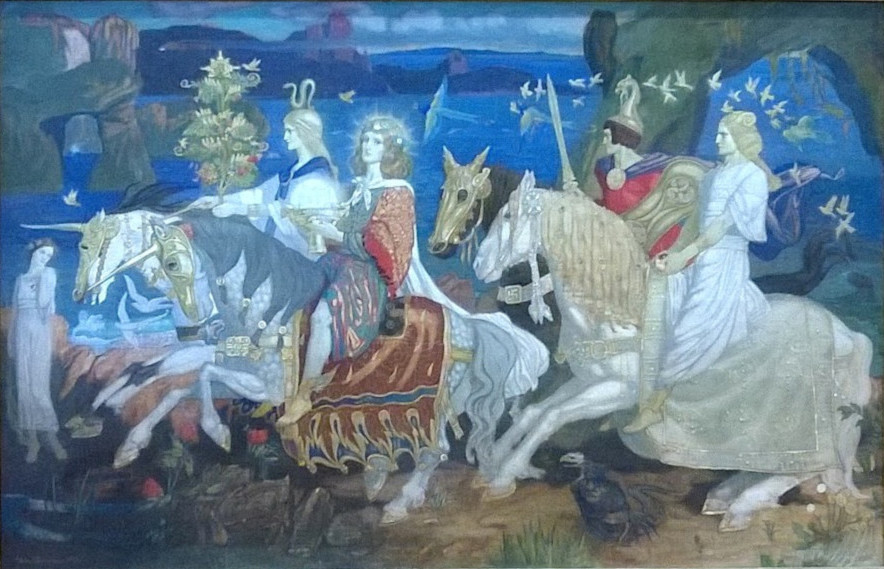
Les Tuatha Dé Danann dans "Riders of the Sidhe" de John Duncan (1911)

Le cycle mythologique est un des quatre cycles principaux dans la mythologie irlandaise. Il concerne majoritairement la mythologie païenne de l'Irlande, mais beaucoup des dieux s'étaient transformés en des rois et héros. Les trois autres cycles littéraires sont : le Cycle historique ou Cycle des Rois, le Cycle d'Ulster ou Cycle de la Branche Rouge, le Cycle de Leinster ou Cycle ossianique, sans compter le Cycle romanesque qui regroupe des récits d'aventure (echtra et immram).
Les sources principales pour ce Cycle sont des manuscrits médiévaux, et des chroniques comme Lebor Gabála Érenn, des Annales des quatre maîtres et Foras Feasa ar Éirinn par Seathrún Céitinn.

### Textes
- Lebor Gabála Érenn (Livre des conquêtes de l'Irlande) (1re version IXe siècle), trad. H. Lizeray et W. O'Dwyer, Lebor Gabába. Livre des invasions de l'Irlande, Maisonneuve, 1884, 255 p. Trad. Erik Stohellou, Lebor Gabala Erenn. Le Livre des Conquêtes de l'Irlande. Première Rédaction. Book of Leinster and Book of Formoy .
- Cath Maighe Tuireadh (Les deux batailles de Mag Tured) (XIe siècle)
- Tochmarc Étaine (La courtise d'Étain), version I
- Ainslige Óenguso (Le Songe d'Óengus)
- Oidheadh Chloinne Lir (Mort des enfants de Lir) (XVIe siècle)
- Oidheadh Chloinne Tuireann (Mort des enfants de Tuireann)
- Dono tall degiartaige o Mongain mac Fhiachnai, trad. Erik Stohellou, "Pourquoi Mongan fut privé de descendance", 2011
- Scel Tuain mac Cairill do Finnan Maige Bile inso sis, trad. Erik Stohellou, "L'Histoire de Tuan Mac Cairell", 2006

### Anthologies
- Léo Scaravella, Dieux, héros, rois et saints. Mythes, sagas et littérature épique de l'Irlande ancienne, Livre 1: Aux origines, Publishroom Factory, 2024, 482 p.  (ISBN 978-2384549788)
- Erik Stohellou, Tech Screpta

### Études
- Henri d'Arbois de Jubainville, Cours de littérature celtique, vol. II : Le cycle mythologique irlandais et la mythologie celtique, Thorin, 1884, rééd. Genève, L'Arbre d'or, 2005.
- M. Dillon et E. Knott, Early Irish Literature, Chicago, 1948.